# José Leitão de Almeida
José Leitão de Almeida (Rio Grande do Norte, 1818 — Rio de Janeiro, 1870) foi um militar e político brasileiro.

## Vida
Filho de Agostinho Leitão de Almeida e de Josefa Martins de Macedo.

## Carreira
Foi deputado à Assembleia Legislativa Provincial de Santa Catarina na 17ª legislatura (1868 — 1870) e na 18ª legislatura (1870 — 1871).